# Liga Nacional de waterpolo 1966
La Liga Nacional de waterpolo 1966 fue la 1ª edición de la Liga española de waterpolo masculino. Fue organizada por la Federación Española de Natación. 
Participaron ocho clubes, seis de ellos catalanes —cuatro de Barcelona— y dos madrileños. Se proclamó campeón el Club Natación Barcelona, que partía como gran favorito por su condición de ganador de todas las ediciones precedentes del Campeonato de España. El subcampeón fue el Club Natación Sabadell, que se convirtió en la gran revelación del torneo y mantuvo opciones de ganar la liga hasta el último partido. El título se decidió en un duelo directo entre ambos en la última jornada, que terminó en empate (3-3).

## Sistema de competición
La competición se desarrolló con sistema de todos contra todos a doble vuelta. En cada partido se ponían en juego dos puntos, que obtenía el ganador del encuentro. En caso de empate los puntos se repartían, uno para cada equipo.

## Clasificación
| Pos. | Equipo          | Pt | P.J. | P.G. | P.E. | P.P. | G.F. | C.C. |
| ---- | --------------- | -- | ---- | ---- | ---- | ---- | ---- | ---- |
| 1    | CN Barcelona    | 26 | 14   | 12   | 2    | 0    | 110  | 24   |
| 2    | CN Sabadell     | 25 | 14   | 11   | 3    | 0    | 76   | 27   |
| 3    | CN Cataluña     | 19 | 14   | 9    | 1    | 4    | 59   | 39   |
| 4    | CN Tarrasa      | 17 | 14   | 8    | 1    | 5    | 68   | 49   |
| 5    | CN Pueblo Nuevo | 9  | 14   | 4    | 1    | 9    | 48   | 82   |
| 6    | CD Parque Móvil | 7  | 14   | 2    | 3    | 9    | 39   | 88   |
| 7    | CN Barceloneta  | 6  | 14   | 2    | 2    | 10   | 48   | 72   |
| 8    | Canoe NC        | 3  | 14   | 0    | 3    | 11   | 24   | 91   |

Fuente: El Mundo Deportivo

## Máximos goleadores
| Pos. | Nombre          | Equipo         | Goles |
| ---- | --------------- | -------------- | ----- |
| 1.   | Jorge Borrell   | CN Barcelona   | 37    |
| 2.   | Joan Fortuny    | CN Barceloneta | 24    |
| 3.   | Josep Codina    | CN Tarrasa     | 23    |
|      | Santiago Moliné | CN Sabadell    | 23    |
| 5.   | Fermín Mas      | CN Barcelona   | 22    |

Fuente: El Mundo Deportivo